# Metachrostis fasciata
Metachrostis fasciata är en fjärilsart som beskrevs av George Francis Hampson 1891. Metachrostis fasciata ingår i släktet Metachrostis och familjen nattflyn. Inga underarter finns listade i Catalogue of Life.